# 佳能PowerShot A540

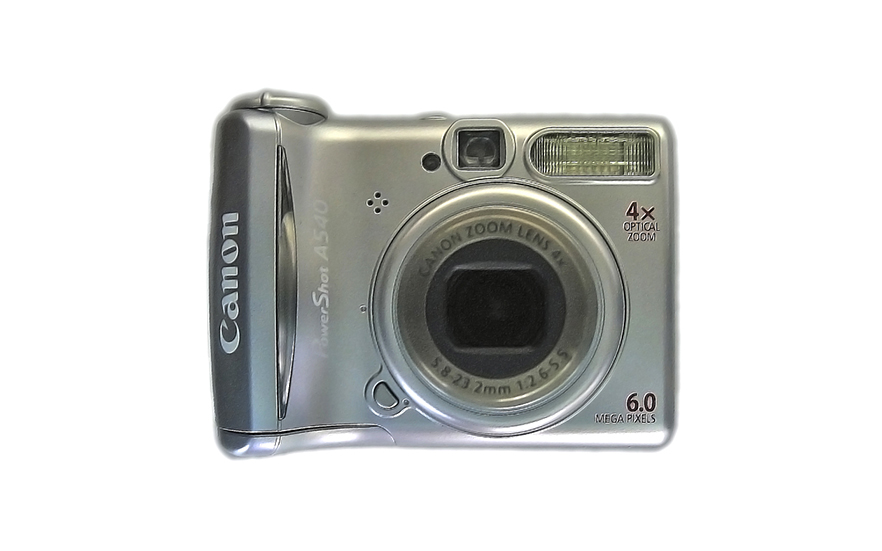
用Canon PowerShot A540拍摄的镜像

佳能 PowerShot A540是一款佳能相机，于2006年3月推出。
相对同时期发布的产品，A540更接近于A620而非A530。这也使得佳能PowerShot系列的分类显得有些混乱。
佳能在A530/A540及PowerShot 600系列上开始使用树脂镜头，推测可能是处于成本考虑，但这一举措在爱好者中产生不满，认为树脂镜头透光不好，有老化问题，有部分用户反应图象有暗斑，怀疑与镜头质量不稳定有关。
2006年下半年，由于发现编号前两位为21、22、23、24的部分A540和A530由于电池盖的弹簧过长，使得相机会出现电池短路而造成过热，佳能对这部分相机进行召回。

## 主要参数
- 六百万有效象素
- 4倍光学变焦
- 1/2.5 英寸 CCD
- 2.5寸TFT液晶屏，分辨率8.5万象素
- 快门：15～1/2000秒
- ISO：80/100/200/400/800
- 9点智能对焦
- 有声短片记录（Motion JPEG编码与单声道音频）
- 使用SD卡／MMC卡作为存储介质
- 使用DIGIC II数字处理芯片
- 使用2节AA电池
- Exif 2.2
- 不带电池约180克